# Карл-Ганс Люнгерсгаузен
Карл-Ганс Люнгерсгаузен (нім. Carl-Hans Lungershausen; 20 липня 1896, Дармштадт — 27 грудня 1975, Гамбург) — німецький воєначальник, генерал-лейтенант вермахту. Кавалер Німецького хреста в золоті.

## Біографія
Після початку Першої світової війни 4 серпня 1914 року вступив у 24-й драгунський полк. З 18 червня 1915 року — офіцер для доручень у штабі полку. З 5 травня 1916 року — командир кулеметного взводу свого полку. З 16 травня 1920 року служив у штабі заміни 8, з 1 квітня 1924 року — в 3-му (Лангензальца), з 1 травня 1927 року — в 4-му (Лангензальца), з 1 травня 1928 року — в 6-му (Ерфурт), з 1 травня 1929 року — знову в 3-му ескадроні 16-го кінного полку, з 1 жовтня 1929 року — в штабі 6-ї дивізії (Мюнстер). З 1 жовтня 1931 року — командир навчального ескадрону 11-го кінного полку (Олау). З 1 жовтня 1932 року служив у штабі 3-ї кавалерійської дивізії (Веймар), з 1 грудня 1933 року — в штабі кавалерійського корпусу (Берлін), з 1 жовтня 1934 року — в 15-му кінному полку (Падерборн), з 15 вересня 1935 року — в Генштабі 3-го службового управління сухопутних військ (Оппельн). З 1 січня 1936 року — командир 1-го дивізіону 8-го кавалерійського полку.
З 26 серпня 1939 року — командир 18-го розвідувального дивізіону 18-ї піхотної дивізії. З 20 жовтня 1939 року — ад'ютант Генштабу групи армій «B». 18 жовтня 1940 року відправлений у командний резерв ОКГ. З 1 червня 1941 року — командир 7-го стрілецького полку 7-ї танкової дивізії, з 1 травня 1942 року — 7-ї стрілецької бригади, з 9 серпня по 5 грудня 1942 року — 164-ї легкої африканської дивізії. 31 грудня 1942 року евакуйований у лазарет через хворобу. 15 січня 1943 року знову відправлений у командний резерв ОКГ. З 12 травня 1943 року — командир 11-ї штурмової бригади дивізії «Сардинія» (з 1 липня 1943 року — 90-ї панцергренадерської дивізії). З 6 липня 1943 року — командир своєї дивізії. 20 грудня 1943 року знову відправлений у командний резерв ОКГ. З 1 липня 1944 року — інспектор італійських з'єднань при головнокомандувачі на Південному Заході. 1 лютого 1945 року знову відправлений у командний резерв ОКГ. 1 березня 1945 року відкликаний у Німеччину, проте більше не отримав призначень.
У 1956 році очолив Гамбурзьке відділення Товариства військових досліджень. У 1958/66 роках — земельний представник Товариства в Шлезвіг-Гольштейні й Гамбурзі.

## Звання
- Фанен-юнкер (4 серпня 1914)
- Лейтенант (18 червня 1915)
- Оберлейтенант (31 липня 1925)
- Гауптман (1 лютого 1931)
- Ротмістр (1 жовтня 1934)
- Гауптман (15 вересня 1935)
- Майор (1 січня 1936)
- Оберстлейтенант (1 лютого 1939)
- Оберст (17 грудня 1941)
- Генерал-майор (1 жовтня 1942)
- Генерал-лейтенант (1 вересня 1943)

## Нагороди
- Медаль «За відвагу» (Гессен) (4 червня 1915)
- Залізний хрест
  - 2-го класу (21 серпня 1915)
  - 1-го класу (4 липня 1918)
- Ганзейський хрест (Бремен; 31 грудня 1915)
- Почесний хрест ветерана війни з мечами (24 грудня 1934)
- Медаль «За вислугу років у Вермахті» 4-го, 3-го і 2-го класу (18 років; 2 жовтня 1936) — отримав 3 нагороди одночасно.
- Пам'ятна військова медаль (Угорщина) з мечами (20 березня 1937)
- Пам'ятна військова медаль (Австрія) з мечами (14 квітня 1937)
- Застібка до Залізного хреста
  - 2-го класу (23 вересня 1939)
  - 1-го класу (4 жовтня 1939)
- Нагрудний знак «За танкову атаку» в бронзі (24 вересня 1941)
- Німецький хрест в золоті (19 січня 1942)
- Медаль «За зимову кампанію на Сході 1941/42» (7 вересня 1942)
- Нарукавна стрічка «Африка» (1943)
- Сардинський щит (1944)
- Орден «За заслуги перед Федеративною Республікою Німеччина», офіцерський хрест (23 листопада 1966)

## Вшанування пам'яті
В 1977 році на честь Люнгерсгаузена була названа дорога (нім. Lungershausenweg) в Гамбурзі-Поппенбюттелі.